# Spézet
Spézet település Franciaországban, Finistère megyében. Lakosainak száma 1743 fő (2022. január 1.). Spézet Gourin, Roudouallec, Châteauneuf-du-Faou, Cléden-Poher, Landeleau, Plonévez-du-Faou, Saint-Goazec és Saint-Hernin községekkel határos.

## Népesség
A település népessége az elmúlt években az alábbi módon változott:
| Lakosok száma | 2299 | 2076 | 2038 | 1887 | 1800 | 1821 | 1808 | 1758 | 1757 | 1743 |
|               | 1968 | 1982 | 1990 | 2006 | 2013 | 2015 | 2017 | 2019 | 2020 | 2022 |